# Puente del Congosto
Puente del Congosto is een gemeente in de Spaanse provincie Salamanca in de regio Castilië en León met een oppervlakte van 34,04 km². Puente del Congosto telt 236 inwoners (1 januari 2016).

## Demografische ontwikkeling
Bron: INE, 1857-2011: volkstellingen
Opm.: In 1975 werd de gemeente Bercimuelle aangehecht